# Volcan du Montolivet
Pour les articles homonymes, voir Montolivet (homonymie).
Le volcan du Montolivet est un sommet de la Cordillère transversale situé dans la ville d'Olot, comarque de la Garrotxa, en Catalogne.

## Géographie

### Topographie
Le volcan fait partie du parc naturel de la zone volcanique de la Garrotxa.

## Géologie
Ce volcan va connaitre deux phases d'éruptions :
- la première, de type strombolienne, émettra des graves et des blocs sous forme de scories, ainsi que des bombes volcaniques. Cette phase sera explosive et donnera naissance au cône volcanique ;
- la seconde phase sera explosive également. L'éruption se traduira par une coulée de lave qui avancera jusqu'à la rivière de Riudaura. C'est à l'occasion de cette dernière phase que le cratère du volcan prendra la forme d'un fer à cheval.